# Cyrille VI (pape copte)
Pour les articles homonymes, voir Cyrille VI.
Cyrille VI, également orthographié Kyrillos VI (arabe : كيرلس السادس ; copte : Ⲡⲁⲡⲁ Ⲁⲃⲃⲁ Ⲕⲩⲣⲓⲗⲗⲟⲩ ⲋ̅), de son nom de naissance Azer Ioseph Atta (arabe : عازر يوسف عطا), né le 2 août 1902 et mort le 9 mars 1971 au Caire, est un religieux et ecclésiastique égyptien. En fonction du 3 mai 1959 au 9 mars 1971, il est le 116e patriarche de l'Église copte orthodoxe — pape d'Alexandrie et patriarche de toute l'Afrique et du siège de saint Marc.

## Biographie

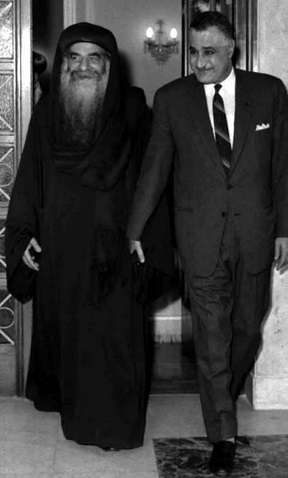
Cyril VI avec Nasser (Le Caire, 1967).

Né à Damanhur, en Égypte, dans une famille copte orthodoxe, Cyrille VI démissionne de son poste de fonctionnaire de l’administration publique pour devenir moine, en juillet 1927. Durant sa vie il fit de nombreux Miracles (guéris des malades, faire fuir des voleurs grâce au saint Mare mina ) etc…Il passe sa période de probation et, le 24 février 1928, il annonce ses vœux monastiques au monastère de Paromeos (en), en prenant le nom du père Mina el-Baramosy. Il était également connu sous le nom de père Mina l'aîné.
En 1947, il construit l'église de Sainte Mina, au Caire. Il avait également l'habitude de prier dans l'église de la Sainte Vierge avant d'assumer la papauté.
Il devint primat et pape de Église copte orthodoxe le 10 mai 1959. Il prend alors le nom Cyril VI. Il fut le seul moine au XXe siècle à être choisi à la tête du patriarcat orthodoxe d'Alexandrie sans avoir été nommé évêque.
Il préside la première rencontre du Conseil des Églises du Moyen-Orient tenu à Addis-Abeba. En juin 1968, il reçoit les reliques de saint Marc, qui avait été emporté d'Alexandrie à Venise plus de onze siècles plus tôt. Les reliques ont été enterrées sous les bases de la cathédrale Saint-Marc du Caire, qui a été construite durant son patriarchat et inaugurée lors d'une cérémonie à laquelle assistaient le président Nasser, l'empereur Hailé Sélassié Ier et des délégués des Églises orthodoxes et de l'Église catholique romaine.
Durant son passage sur le trône alexandrin, il entame le mouvement de l'intégration de l'Église copte dans les instances internationales, notamment le Conseil œcuménique des Églises, mouvement amplifié par son successeur.
Il meurt le 9 mars 1971. Il est remplacé par Chenouda III, alors évêque d'enseignement patristique.

## Décorations
- Grand croix de l'Ordre égyptien du Mérite ;
- Grand croix de l’Ordre de l'Étoile de l'Éthiopie ;
- Grand cordon de l'Ordre de Salomon (Éthiopie).

## Publications
Cyrille VI est l'auteur de trois publications en langue arabe :
- Sermons ;
- Prières ;
- Souvenirs monastiques.